# استفان گوبر
استفان گوبر (فرانسوی: Stéphane Goubert‎؛ زادهٔ ۱۳ مارس ۱۹۷۰) دوچرخه‌سوار اهل فرانسه است.